# Marijan Pušnik
Marijan Pušnik (ur. 1 listopada 1960 w Slovenj Gradcu) – słoweński trener piłkarski.

## Kariera trenerska
Pracował jako trener w Dravograd, Korotan Prevalje, Klagenfurt, Celje, Pasargad Tehran, Maribor, Rudar Velenje, Damash Gilan, Avispa Fukuoka, Olimpija Ljubljana i Hajduk Split.